# Gira Tornasol
Gira Tornasol fue la gira de la cantante chilenomexicana Mon Laferte para presentar su segundo álbum de estudio Tornasol durante el año 2013. El nuevo disco, distribuido en México por el sello independiente mexicano "Intolerancia", fue presentado por la cantante en escenarios de México, Guatemala, Perú, Estados Unidos y Chile
Después de recorrer diversos países durante el año 2013, la cantante se embarcó en un proyecto llamado "Mon Laferte girando por México" el cual era un proyecto para reunir fondos y lograr hacer una gira nacional gratuita, el monto definido era de $120,000 MXN ($6,288 USD) el cual superó con creces hasta los $167,518 MXN ($8778 USD). Logrando que la cantante hiciera una gira por distintas ciudades mexicanas como Puebla, México D.F., Guadalajara, entre otras.

## Músicos
1. Felicia Morales (teclados y coros)
2. César Ceja (Guitarra)
3. Patricio García (Guitarra)
4. Manu Jalil (Violín)
5. Cancamusa (Batería)
6. Jimmy Fraizer (Bajo)

## Lista de canciones
1. Ángel Negro
2. Tornasol
3. Lo Que Pido
4. No
5. Orgasmo para dos
6. Vuelve por Favor
7. Trátame Bien
8. Desechable
9. Flor de Amapola
10. Muerte en el RIng
11. Hospital
12. Soy
13. Hey, Hey
14. Nubes en mis pies
15. Un solo Hombre no Puedo Tener
16. Calma
17. Lo Mismo Que Yo
18. Depresión
19. Estado Natural
20. Igual Que Yo
21. Él
22. Corazón Bandido (Cover)

## Fechas de la gira
|                          |                     |                |                                          |
| Fecha                    | Ciudad              | País           | Recinto                                  |
|                          |                     |                |                                          |
| 19 de enero de 2013      | Santiago de Chile   | Chile          | Sala SCD                                 |
| 29 de enero de 2013      | Santiago de Chile   | Chile          | La Tienda Nacional                       |
| 9 de febrero de 2013     | San Antonio         | Chile          | Sunset Club                              |
| 20 de febrero de 2013    | Recoleta            | Chile          | Bar El Clan                              |
| 24 de febrero de 2013    | Valparaíso          | Chile          | Parque Italia                            |
| 7 de marzo de 2013       | Santiago de Chile   | Chile          | Opera Catedral                           |
| 9 de marzo de 2013       | Curicó              | Chile          | Discotheque Grado 6                      |
| 19 de marzo de 2013      | Los Ángeles         | Estados Unidos | The Beverly Hilton                       |
| 28 de marzo de 2013      | México D.F.         | México         | Caradura                                 |
| 10 de mayo de 2013       | Toluca de Lerdo     | México         | Foro Cultural Landó                      |
| 15 de mayo de 2013       | México D.F.         | México         | Caradura                                 |
| 31 de mayo de 2013       | Puebla              | México         | Festival Rock                            |
| 1 de junio de 2013       | México D.F.         | México         | Rock Son                                 |
| 14 de junio de 2013      | México D.F.         | México         | Black Horse                              |
| 21 de junio de 2013      | México D.F.         | México         | Centro Gallego                           |
| 28 de junio de 2013      | Naucalpan de Juárez | México         | Flim Club Cafe                           |
| 26 de junio de 2013      | México D.F.         | México         | Imperial Condesa                         |
| 29 de junio de 2013      | México D.F.         | México         | Zócalo Capitalino de la Ciudad de México |
| 25 de julio de 2013      | Ciudad de Guatemala | Guatemala      | Cardales de Cayalá                       |
| 26 de julio de 2013      | Ciudad de Guatemala | Guatemala      | Tikal Futura                             |
| 14 de agosto de 2013     | México D.F.         | México         | Estación Pino Suárez                     |
| 15 de agosto de 2013     | México D.F.         | México         | Dobermann centro                         |
| 23 de agosto de 2013     | México D.F.         | México         | Club Atlántico                           |
| 28 de agosto de 2013     | México D.F.         | México         | Foro Cultural Hilvana                    |
| 3 de septiembre de 2013  | Cuauhtémoc          | México         | Salón Pata Negra                         |
| 13 de septiembre de 2013 | México D.F.         | México         | La Caverna                               |
| 4 de octubre de 2013     | Texcoco             | México         | Doppler Bar                              |
| 5 de octubre de 2013     | México D.F.         | México         | Caradura                                 |
| 7 de octubre de 2013     | México D.F.         | México         | Escuela de Arte Teatral                  |
| 10 de octubre de 2013    | México D.F.         | México         | Estación San Lázaro                      |
| 14 de octubre de 2013    | México D.F.         | México         | Fat Crow                                 |
| 26 de octubre de 2013    | México D.F.         | México         | Imperial Condesa                         |
| 7 de noviembre de 2013   | México D.F.         | México         | Casino Life                              |
| 10 de noviembre de 2013  | México D.F.         | México         | Rebel                                    |
| 14 de noviembre de 2013  | Colina              | Chile          | Club Río                                 |
| 15 de noviembre de 2013  | Santiago de Chile   | Chile          | Sala SCD                                 |
| 21 de noviembre de 2013  | Valparaíso          | Chile          | ELE Bar                                  |
| 22 de noviembre de 2013  | Recoleta            | Chile          | Centro El Cerro                          |
| 23 de noviembre de 2013  | Talca               | Chile          | Radio City Studio Bar                    |
| 27 de noviembre de 2013  | Santiago de Chile   | Chile          | Hard Rock Cafe                           |
| 28 de noviembre de 2013  | Santiago de Chile   | Chile          | Jaguar House                             |
| 29 de noviembre de 2013  | México D.F.         | México         | Club Atlántico                           |
| 15 de diciembre de 2013  | Santiago de Chile   | Chile          | Parque Forestal                          |
| 18 de diciembre de 2013  | Valparaíso          | Chile          | Parque Italia                            |
| 20 de diciembre de 2013  | Concepción          | Chile          | Parque Ecuador                           |
| 1 de febrero de 2014     | México D.F.         | México         | Parque España                            |
| 9 de febrero de 2014     | Coyoacán            | México         | Fuente de los Coyotes                    |
| 16 de febrero de 2014    | México D.F.         | México         | Parque México                            |
| 23 de febrero de 2014    | México D.F.         | México         | Parque España                            |
| 8 de marzo de 2014       | México D.F.         | México         | Imperial Condesa                         |
| 12 de marzo de 2014      | San Luis Potosí     | México         | Roadhouse Bar                            |
| 15 de marzo de 2014      | Austin              | Estados Unidos | Convention Center                        |
| 20 de marzo de 2014      | Morelia             | México         | Cactux                                   |
| 4 de abril de 2014       | Lima                | Perú           | Hard Rock Cafe                           |
| 9 de abril de 2014       | México D.F.         | México         | Caradura                                 |
| 25 de abril de 2014      | Cholula             | México         | Tape Bar                                 |
| 14 de mayo de 2014       | Guadalajara         | México         | Whisky Bar                               |
| 16 de mayo de 2014       | México D.F.         | México         | Pasaguero                                |
| 4 de junio de 2014       | México D.F.         | México         | El Péndulo de la Roma                    |
| 6 de junio de 2014       | Tultitlán           | México         | Teatro del Pueblo                        |
| 21 de junio de 2014      | Tuxtla Gutiérrez    | México         | Old Shamrock                             |
| 26 de junio de 2014      | Puebla              | México         | Red House                                |
| 28 de junio de 2014      | Xalapa              | México         | Bar Marshall Rock                        |
| 3 de julio de 2014       | Guanajuato          | México         | Hamer Guanajuato                         |
| 4 de julio de 2014       | León                | México         | Hamer León                               |
| 10 de agosto de 2014     | México D.F.         | México         | Parque España                            |
| 27 de agosto de 2014     | Lima                | Perú           | Barroco Bar                              |
| 30 de agosto de 2014     | Naucalpan de Juárez | México         | Foro Norte                               |

- Datos: Q30902335